# The Good Doctor (singolo)
The Good Doctor è un singolo del gruppo musicale britannico Haken, pubblicato il 31 agosto 2018 come primo estratto dal quinto album in studio Vector.

## Video musicale
Il video, diretto da Stuart White, è stato pubblicato in concomitanza con il lancio del singolo e alterna scene del gruppo intento a eseguire il brano con altre girate in bianco e nero in cui viene mostrato un uomo affetto da disturbi psichici.

## Tracce
Testi e musiche degli Haken.
1. The Good Doctor – 3:56

## Formazione
Gruppo
- Ross Jennings – voce
- Richard Henshall – chitarra
- Charlie Griffiths – chitarra
- Conner Green – basso
- Diego Tejeida – tastiera, sound design
- Raymond Hearne – batteria

Altri musicisti
- Miguel Gorodi – tromba

Produzione
- Haken – produzione
- Anthony Leung – ingegneria parti di batteria
- Adam "Nolly" Getgood – ingegneria parti di batteria, missaggio
- Diego Tejeida – produzione e ingegneria parti vocali
- Chris McKenzie – ingegneria del suono aggiuntiva parti vocali
- Sebastian Sendon – assistenza tecnica parti vocali
- Ermin Hamidovic – mastering